# فلسفة أمريكية

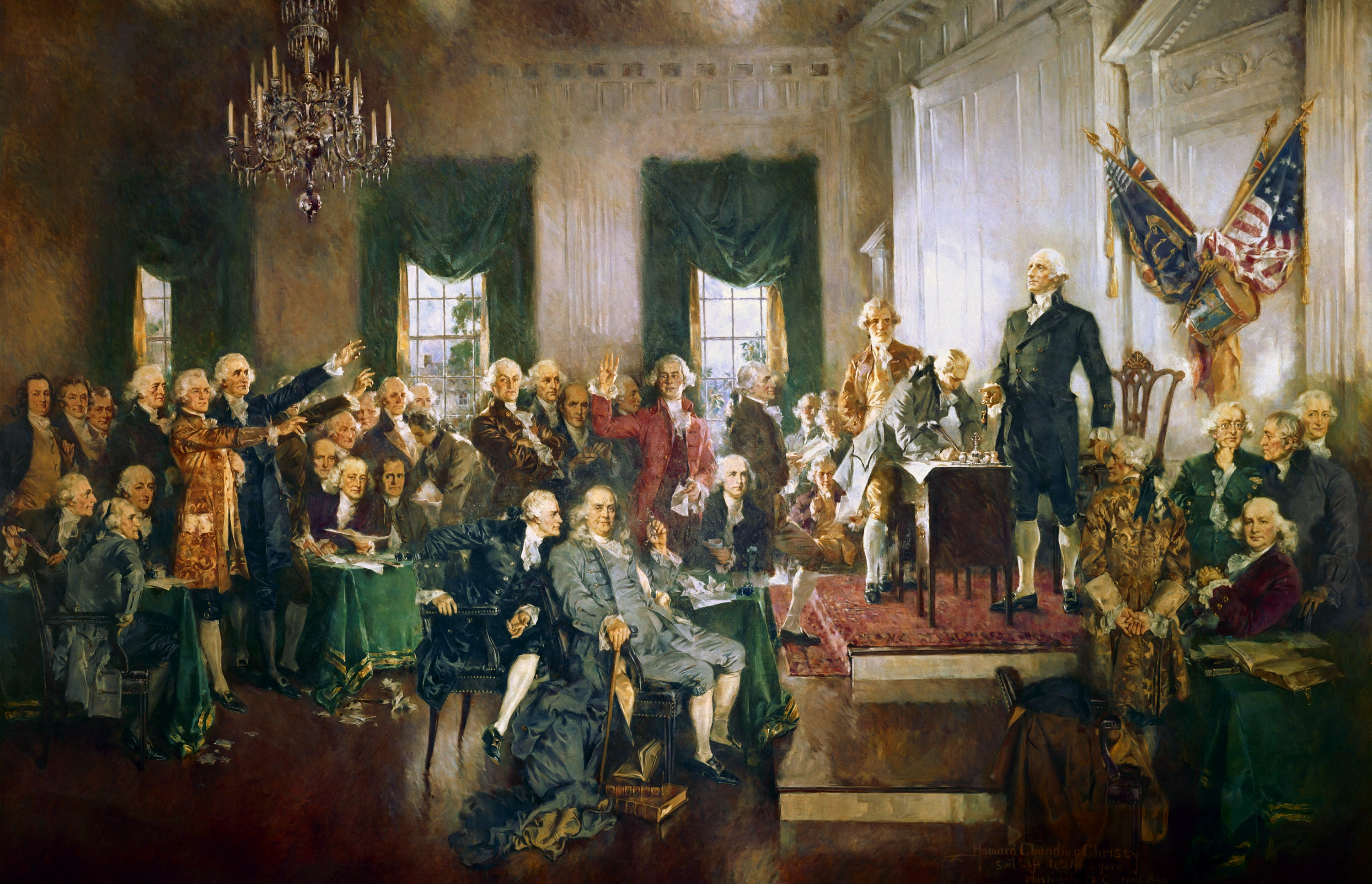
لوحة رسمها هوارد تشاندلر كريستي (Howard Chandler Christy) تعرض مشهدًا من اتفاقية فيلادلفيا والتي أدت إلى التوقيع على دستور الولايات المتحدة، تعد وثيقة مهمة للسياسة الأمريكية والفلسفة القانونية.

الفلسفة الأمريكية هي النشاط الفلسفي أو المخرجات الفلسفية للأمريكيين، سواء داخل الولايات المتحدة أو خارجها. لاحظت موسوعة الفلسفة الإلكترونية أنه في حين افتقرت الفلسفة الأمريكية إلى «جوهر السمات المحددة، يمكن أن ينظر إليها على أنها تعكس الهوية الجماعية الأمريكية وتشكلها على مدى تاريخ الأمة.»

## القرن السابع عشر
بدأ التقليد الفلسفي الأمريكي هذا في وقت الاستعمار الأوروبي لـالعالم الجديد. حدد وصول البروتستانت في نيويورك أول فلسفة أمريكية في التقاليد الدينية، وكان هناك أيضًا تركيز على العلاقة بين الفرد والمجتمع. ويتضح هذا من الوثائق الاستعمارية الأولى مثل الأوامر الأساسية للكونكتيكت (1939) وهيئة ماساتشوستس للحريات (1641).
أكد المفكرون مثل جون وينثروب على أهمية الحياة العامة أكثر من الحياة الخاصة، وشددوا على أولوية الحياة العامة على الخاصة، بينما غيرهم من الكتاب، مثل روجر وليامز (شارك في تأسيس ولاية رود آيلاند) رأيهم أن التسامح الديني كان أكثر تكاملاً من محاولة تحقيق التجانس الديني في المجتمع.

## القرن الثامن عشر
غالبًا ما يتم تقسيم الفلسفة الأمريكية في القرن الثامن عشر إلى نصفين، ففي النصف الأول برزت الكالفينية البوريتانية، ويتميز الثاني بالتجسيد الأمريكي لـعصر التنوير الأوروبي الذي يرتبط مع الفكر السياسي للآباء المؤسسين.

## القرن التاسع عشر
شهد القرن التاسع عشر ظهور الرومانسية في أمريكا. كان التجسيد الأمريكي للرومانسية عبارة عن فلسفة متعالية وبرزت كابتكار أمريكي عظيم. وشهد القرن التاسع عشر أيضًا صعودًا لمدرسة البراجماتية، مع حركة فلسفية أصغر هيغلية بقيادة جورج هولمز هويسون (George Holmes Howison) والتي تركز في سانت لويس، على الرغم من أن تأثير البراجماتية الأمريكية فاق الحركة الهيغلية الصغيرة بكثير.
شملت ردود الفعل الأخرى المادية «المثالية الهدف» من يوشيا رويس، و«الشخصنة»، والتي تسمى أحيانًا «شخصنة بوسطن» لـبوردن باركر بوني.

## القرن العشرون

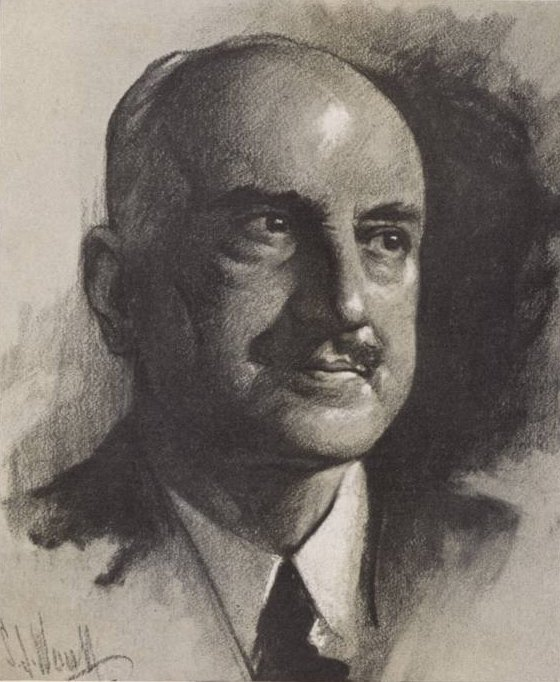
جورج سانتيانا، فليسوف إسباني أمريكي.

بدأت البراجماتية في القرن التاسع عشر في أمريكا، وفي بداية القرن العشرين بدأت تندمج مع مدارس الفكر الفلسفية الأخرى، ثم انحسرت على الرغم من أن هذا الانحسار كان مؤقتًا. شهد القرن العشرون ظهور الفلسفة العملية، وتأثرت من وجهة نظر العالم العلمية ونظرية النسبية لـأينشتاين. وشهد منتصف القرن العشرين زيادة في شعبية فلسفة اللغة والفلسفة التحليلية في أمريكا. أما الوجودية والظاهراتية، على الرغم من أنها حظيت بشعبية كبيرة في أوروبا في القرن العشرين، فلم تحقق مستوى الشعبية في أمريكا الذي حققته في قارة أوروبا.
القوائم:
- قائمة الفلاسفة الأمريكيين
- قائمة الفلاسفة الأفرو أمريكيين
- قائمة الفلاسفة اليهود الأمريكيين

منظمات:
- الجمعية الأمريكية للفلسفة
- المجتمع الأمريكي للفلسفة
- الجمعية الأمريكية للفلسفة السياسية والقانونية

## وصلات خارجية
- American Philosophical Association
- American Philosophical Society
- Society for the Advancement of American Philosophy